# Адріана Феррарезе
Адріана Феррарезе (19 серпня 1759 — після 1803) — італійська оперна співачка, сопрано. Перша виконавиця партії Фйорділіджі з опери Так чинять усі В. А. Моцарта.
Її знали під різними іменами. У 1979 році видання «Окордського словника опери» — «Короткий оксфордський словник» зазначає її як Адріану Габріелі та пізніше Ла Феррарезе (імовірно, з міста її народження). Разом з тим Гроувський словник музики та музикантів зазначає, що її ототожнення з Франческа Габріеллі, «detta la Ferrarese»(«called la Ferrarese»), якого Чарльз Берні [Архівовано 3 жовтня 2019 у Wayback Machine.] почув у Венеції в 1770 р., не ґрунтується на твердих доказах. Відомо, що вона вийшла заміж за Луїджі дель Бене в 1782 році й після цього виступила як Адріана Феррарес (або Ферраресі) дель Бене.
Адріана Феррарес дель Бене навчалася у Венеції та виступала в Лондоні до приїзду до Відня, де вона завоювала свою репутацію, співаючи серйозні ролі в опері-буфа. Видання Rapport von Wien повідомляло: «Окрім неймовірного високого регістру, вражаючий низький регістр, а поціновувачі музики стверджують, що в живій пам'яті жодного такого голосу не пролунало у Віденських стінах».